# Horné Plachtince
Horné Plachtince és un poble i municipi d'Eslovàquia. Es troba a la regió de Banská Bystrica.

## Història
La primera menció escrita de la vila es remunta al 1244.

## Demografia
| Godina             | 1994 | 2004    | 2014   | 2024   |
| ------------------ | ---- | ------- | ------ | ------ |
| Nombre de persones | 216  | 193     | 210    | 209    |
| Diferència         |      | −10,64% | +8,80% | −0,47% |

| Godina             | 2023 | 2024   |
| ------------------ | ---- | ------ |
| Nombre de persones | 208  | 209    |
| Diferència         |      | +0,48% |